# Kristinebergs IP
Kristinebergs IP, även känd som Krillan, är en idrottsplats i stadsdelen Kristineberg på Kungsholmen i Stockholms innerstad. Idrottsplatsen är, från säsongen 2025, huvudsaklig hemmaplan för Djurgårdens IF:s damlag i fotboll, lagets större matcher spelas på Stockholms stadion.

## Historik
Idrottsplatsen anlades under åren 1930–1933, och invigdes 1933 av kulturborgarrådet Oscar Larsson i den då nybyggda stadsdelen Kristineberg. Tidigare fanns på platsen Hornsbergsvelodromen. Arkitekt för anläggningen var Paul Hedqvist. Paul Hedqvist var även arkitekt till några andra idrottsanläggningar i Stockholm såsom Stadshagens IP (1931), Stora Mossens IP (1933) och Zinkensdamms IP (1937).
Idrottsplatsen omfattade 55 400 kvadratmeter, som rymde en gräsplan och en grusplan för fotboll. Gräsplanen var omgiven av löparbanor med ett varv på 407 meter. I många år fanns det där också en ishockeyrink med naturis och en kastplan för friidrott på 2 000 kvadratmeter.  
År 1969 upprustades idrottsplatsen, som alltid har kallats för "Krillan", och fick allvädersbanor för löpning.
Åren 2023-2025 genomfördes en omfattade renovering av idrottsplatsen, bland annat för att uppfylla kraven för elitfotboll men även för att öka tillgängligheten. Idrottsplatsen uppfyller idag arenakraven för damallsvenskan. Under renoveringen ersattes naturgräset av en ny konstgräsplan med planvärme. Nya master med belysning installerades. Nya ytor för längdhopp, höjd, stav och kula anlades. Den karakteristiska läktarbyggnaden och utomhusmiljöerna renoverades och tillgänglighetsanpassades. Efter renoveringen har Kristinebergs IP ca. 800 sittplatser på den karaktäristiska, K-märkta, läktaren.

## Idrottsplatsen nu och då
Idag används idrottsplatsen för fotboll och friidrott, men även amerikansk fotboll har huserat där några gånger.
Idrottsplatsen består av två platser, en plats med en liten mindre konstgräsplan utan läktare som kallas Kristinebergs bollplan samt en plats med Kristinebergs IP:s huvudplan med tillhörande karakteristiska träläktare. Huvudplanen är utrustad med en konstgräsplan för elvamannaspel i fotboll och löparbanor för friidrottstävlingar. Huvudplanens anläggning renoverades omfattande från mars 2023 och nyinvigdes mars 2025.  
Kristinebergs IP har varit hemmaarena för ett stort antal föreningar. 2021 spelade bland annat Djurgårdens IF damlag och FC Stockholm Internazionales herrlag i fotboll där. Spårvägens FK friidrott hade innan renoveringen 2023-2025 verksamhet på idrottsplatsen. Tidigare har arenan bland annat varit hemmaarena för Westermalms IF och framförallt under mycket lång tid varit hemmaplan för Karlbergs BK i både ishockey, fotboll och bandy. 
Publikrekordet i fotboll är 3 754 åskådare i en match mellan Djurgårdens IF och IK Sirius i Division 1 1993.
År 2001 hölls en större rockfestival på området med inriktning på musik från 70-talet. Bland annat återförenades Björn Skifs med gruppen Blåblus denna kväll. Huvudband var The Kinks. Ambitionen var att starta en återkommande festival, succén uteblev dock och det blev bara denna enda festival.
Från säsongen 2025 är återigen Krillan huvudsaklig hemmaplan för Djurgårdens IF:s damlag i fotboll.

## Bilder

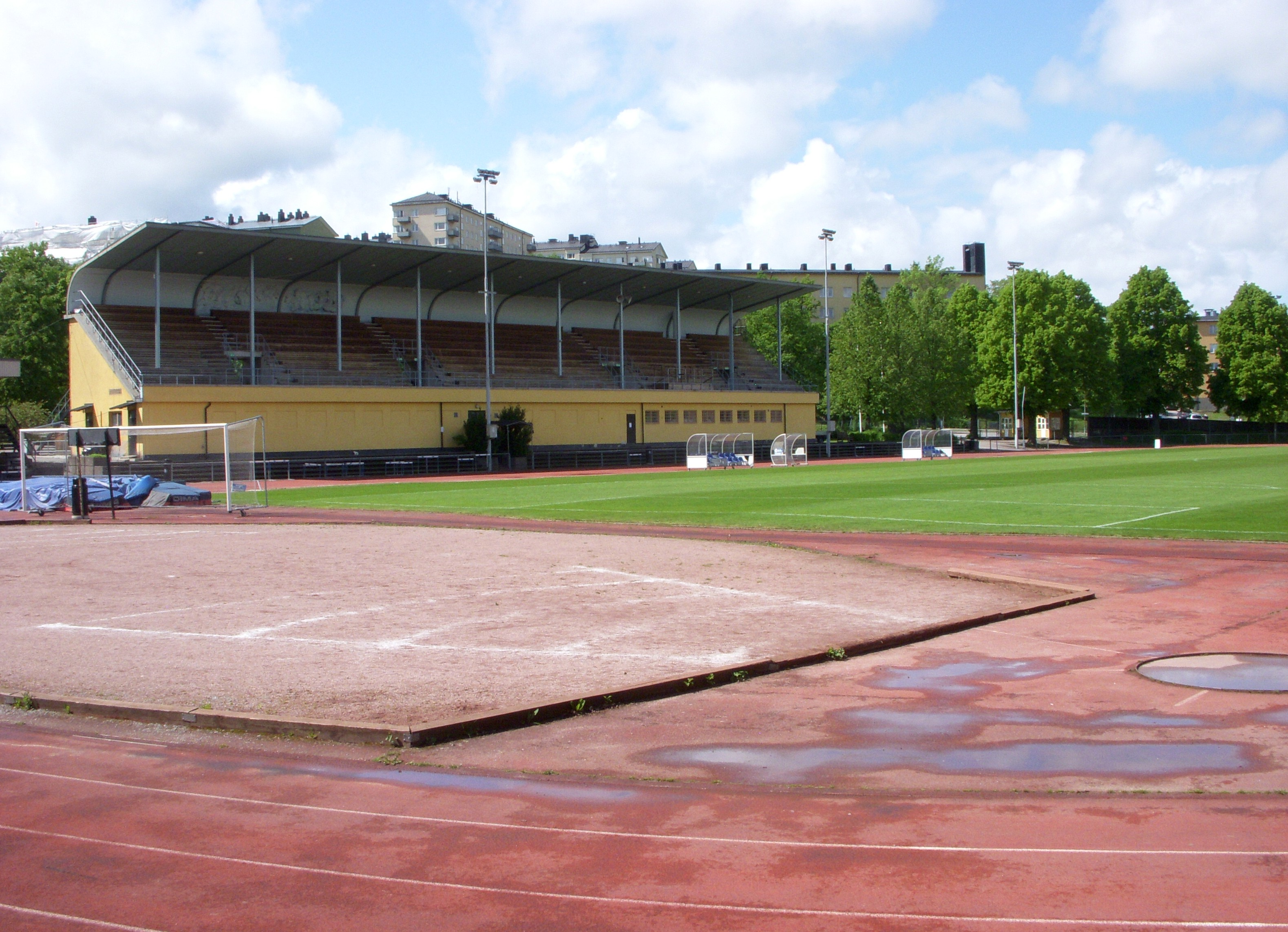
Friidrottsyta och träläktaren år 2011.
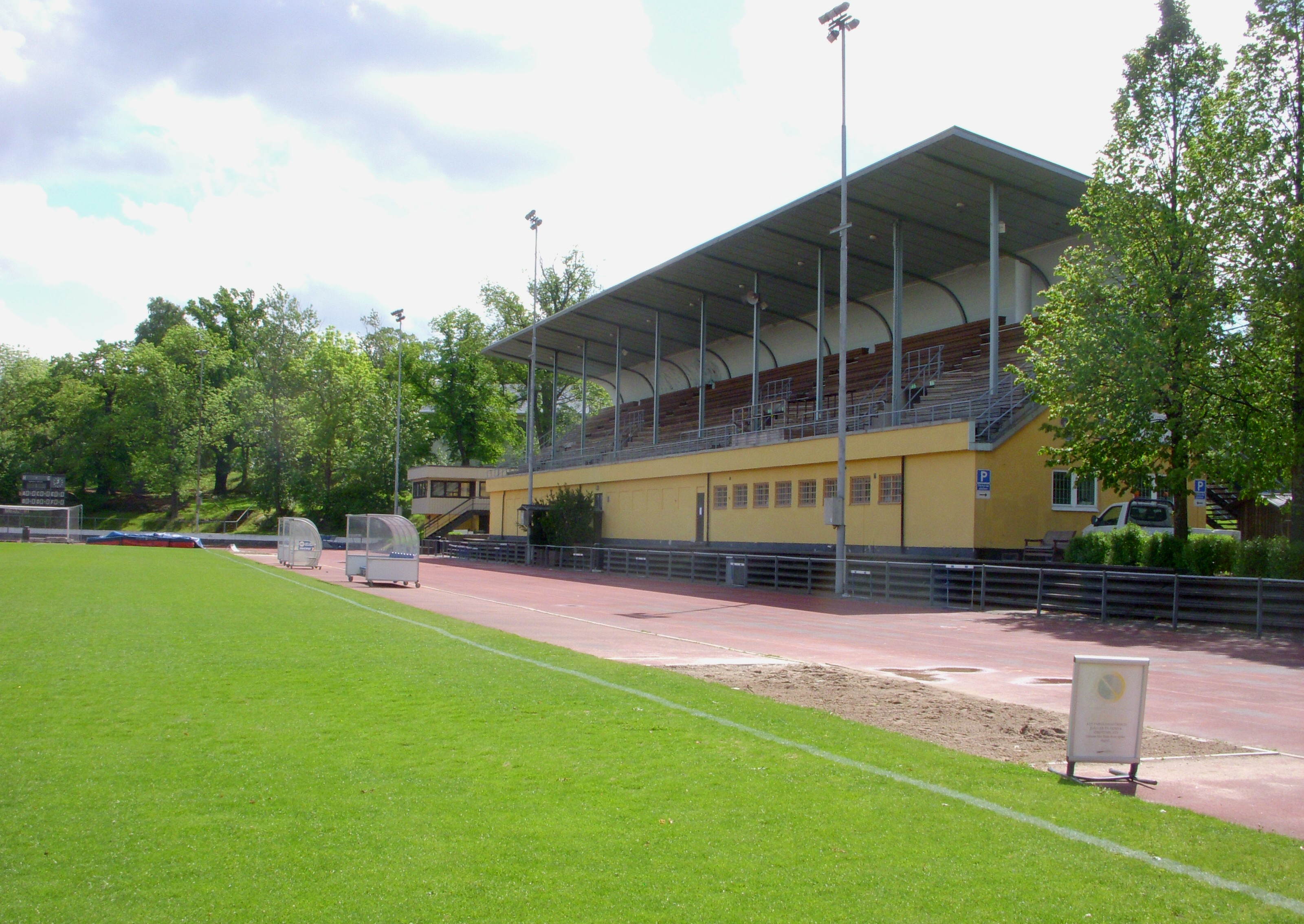
Träläktaren år 2011.
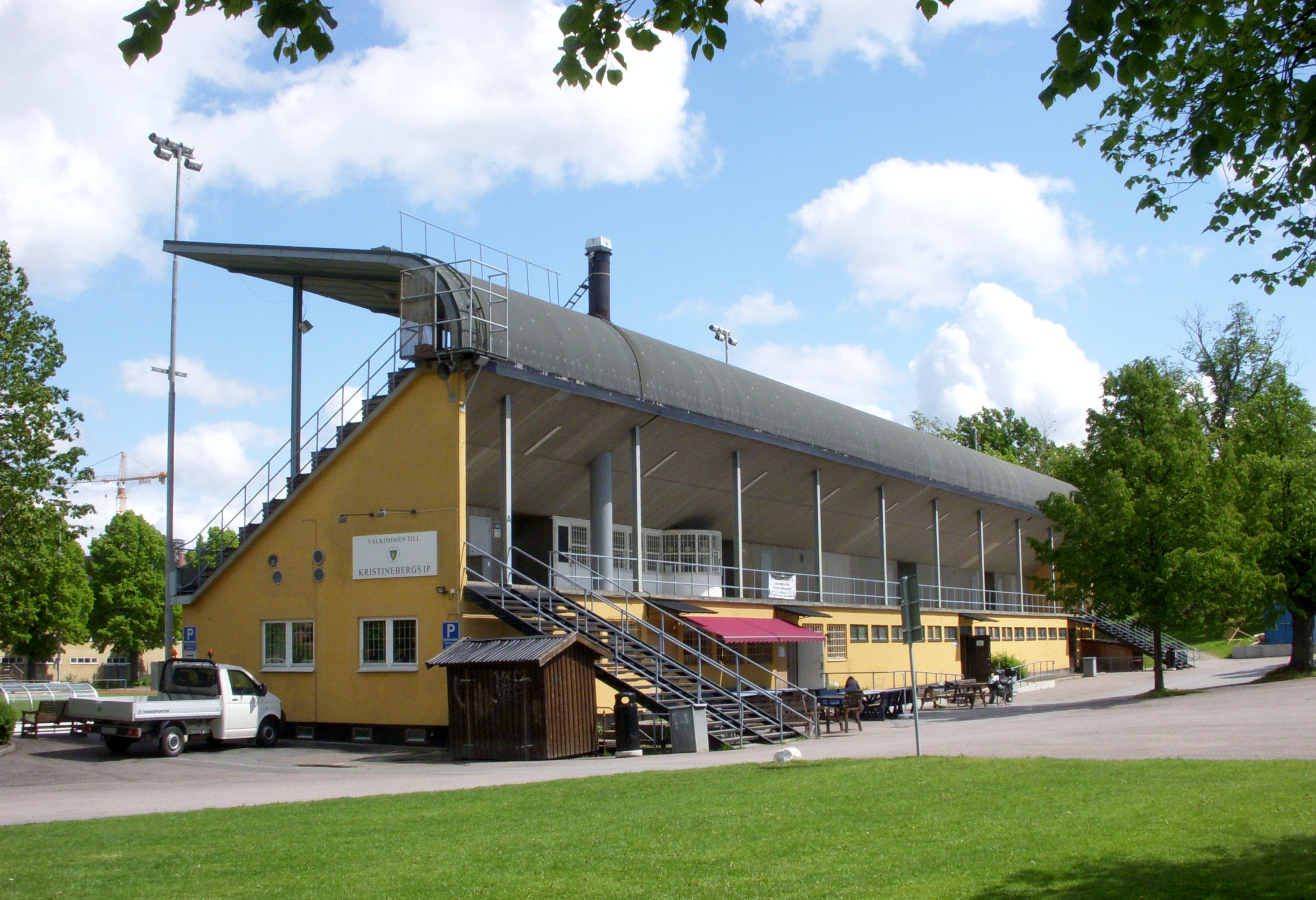
Träläktaren år 2011.
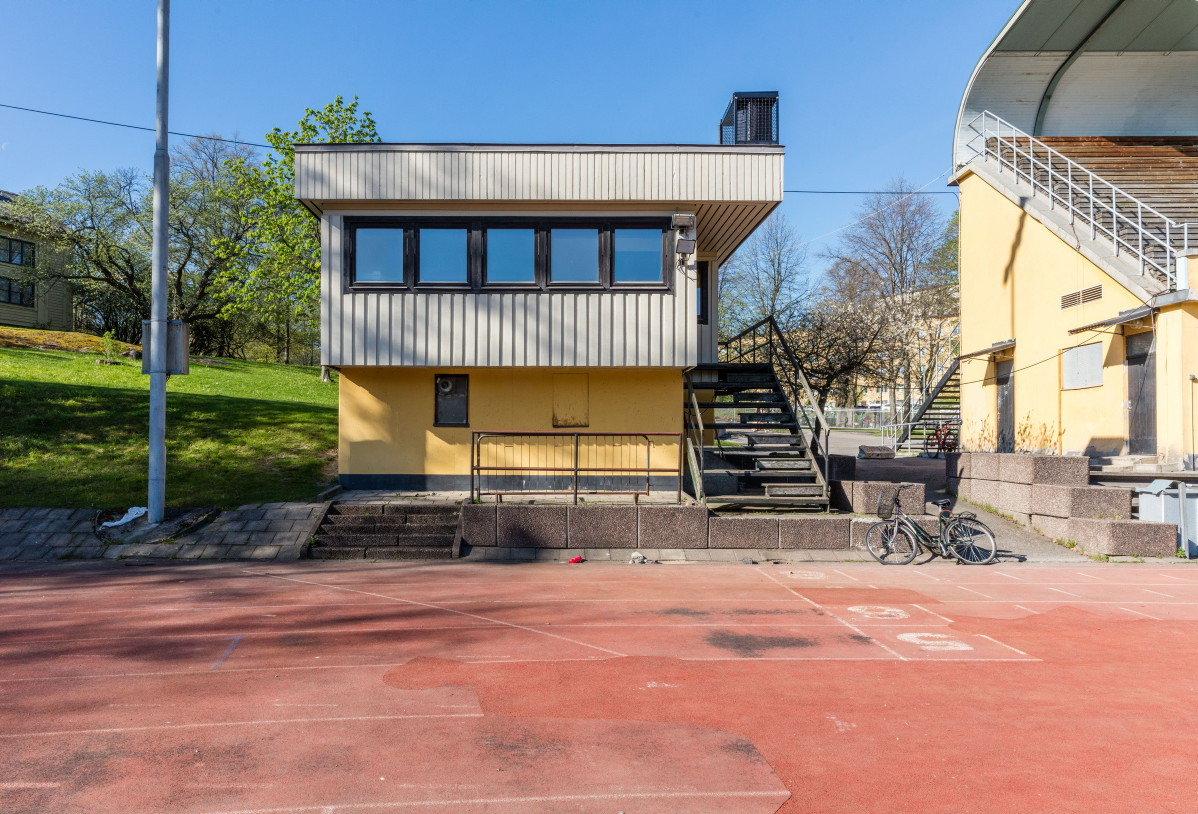
Domartornet år 2018.